# هوغو فاييخو
هوغو فاييخو (بالإسبانية: Hugo Claudio Vallejo Avilés) (مواليد 15 فبراير 2000) هو لاعب كرة قدم إسباني يلعب في مركز الجناح الأيمن في نادي ريال بلد الوليد.

## روابط خارجية
- هوغو فاييخو على موقع قاعدة بيانات كرة القدم.إي يو (الإنجليزية)
- هوغو فاييخو على موقع Soccerway.com (الإنجليزية)